# جرف حسين
قرية جرف حسين هي إحدى القرى التابعة لمركز نصر النوبة في محافظة أسوان في جمهورية مصر العربية.